# Die Brücke (2008)
Die Brücke (no Brasil, A Ponte) é um telefilme alemão de 2008, que mostra os dias de guerra de garotos da 12ª Divisão Panzer SS Hitlerjugend em 1945, período quando garotos acima de 16 anos foram convocados para lutar pela Alemanha, quando a mesma se encontrava em situação difícil perante a guerra.

## Enredo
O filme se passa em abril de 1945, no final da Segunda Guerra Mundial. Garotos com a idade mínima de 16 anos são convocados em toda a Alemanha Nazista para ingressarem nas Forças Armadas. Albert, seu amigo Walter e mais quatro colegas são convocados, sendo que um deles ainda não havia completado 16 anos.
Para ajudar no número de integrantes desse grupo, é convocado diretamente de uma Napola, instituto interno militar de elite para garotas da Juventude Hitlerista, Ernst Stolten, que é designado á treinar os cinco inexperientes garotos e mais tarde é elegido pelo próprio grupo como líder deles, logo que o oficial responsável pelo grupo, a que teria dado a ordem para Ernst treinar os garotos, os abandonou.
Walter, filho de um oficial do Partido Nacional Socialista, tem um caso com a professora Elfie Bauer, que tentou retirar ele e seus seis colegas da servidão das Forças Armadas, porém sem sucesso.
Os jovens soldados são ordenados a defender uma ponte contra o avanço das tropas estadunidenses. Eles estão dispostos a manter em pé a ponte até o final, mas eles também ficam chocados com a brutalidade da guerra, vendo várias vítimas passando por caminhões que iam em direção ao hospital militar da cidade, que foi montado com urgência dentro de uma Juventude Hitlerista. No combate, todos morrem, exceto Albert, Walter e Ernst. Porém, após o combate, Ernst e Walter, em situações diferentes, também morrem, restando apenas Albert.
Na última cena, Albert, após ver todos os seus colegas morrerem em uma situação de guerra, chora aos braços de Paula, uma garota da Liga das Moças Alemãs, que antes do combate, se tornou sua amiga.

## Elenco
- François Goeske como Albert Mutz
- Lars Steinhöfel como Walter Forst
- Alexander Becht como Erst Stolten
- Paula Schramm como Paula Fink
- Daniel Axt como Jürgen Neuhaus
- Robert Höller como Klaus Schröder
- Toni Deutsch como Karl Bärmann
- Florian Heppert como Siegi Lindner
- Michael Lott como Standartenführer Forst
- Gerd Wameling como Unteroffizier Schaubeck
- Felix von Manteuffel como General
- Franka Potente como Professora Elfie Bauer
- Ben Ruedinger como Isherwood
- Tobias Licht como Rozenzweig
- Hedi Kriegeskotte como Mãe de Albert